# Димитър Димитров (гимнастик, р. 1996)
Вижте пояснителната страница за други личности с името Димитър Димитров.
Димитър Димитров е български гимнастик, представител на клуб „Пирин Благоевград 2011“.

## Спортна кариера
Роден е на 7 ноември 1996 г. в Благоевград. Димитър се запознава със спортната гимнастика 7-годишен, когато негов треньор става Любчо Солачки. Средно образование получава не в спортно училище, а в професионалната гимназия по строителство, архитектура и геодезия „Васил Левски“ в родния си град. Сега обаче следва в Националната спортна академия.
Към края на 2014 г. е носител на повече от 120 медала от международни, държавни и републикански състезания. Същата година в китайския град Нанин участва на първото си световното първенство индивидуално и отборно, като в състава Димитров е най-младият участник. През 2015 г. участва на Световната купа във Варна, а на международния турнир по спортна гимнастика в Истанбул печели сребро на земя и халки. През 2016 г. отбелязва поредно участие на световна купа, отново в крайморския град, но и на европейското първенство в Берн индивидуално и отборно. На последното обаче надеждата на земя получава контузия: гимнастикът едва завършва съчетанието си и излиза от квадрата почти без да стъпва на левия си крак.
На Световното първенство по спортна гимнастика през 2018 г. се класира на финала на прескок. Дотогава България е била̀ на европейско през 2010 година, когато Йордан Йовчев изиграва халки, а последният прескок пък е от 2006 година. На Европейското първенство в Базел през 2021 г. се класира седми на финала на земя.
Става трети на прескок на Световното първенство в Китакюшу, Япония през 2021 г. Играе и на земя, но не отбелязва толкова добър резултат. В хърватския град Осиек, където се провежда Чалъндж купа Димитров става шести на прескок и седми на земя.